# Польско-руандийские отношения
Польско-руандийские отношения — двусторонние дипломатические отношения между Польшой и Руандой.

## История

### Политическое сотрудничество[1]

#### Послы и посольства
1 декабря 2022 года было открыто посольство Польши в Руанде с резиденцией в Кигали. 
В 2021 году Руанда открыла свою первую в истории дипломатическую миссию в Варшаве. Анастасе Шьяка — первый посол Руанды в Польше.

#### Политическое сотрудничество
30 июня 2003 года Польшу посетил министр иностранных дел и регионального сотрудничества Руанды Чарльз Муриганде.
В 2009 году Руанду посетил польский министр иностранных дел Радослав Сикорский. Он принял участие в официальном открытии Центра общего и профессионального обучения для слепых и слабовидящих детей в Кибехо, финансируемого из польских фондов помощи.
17-18 января 2013 года заместитель министра иностранных дел Польши посетила Руанду. Визит был в первую очередь связан с польскими проектами сотрудничества в целях развития.
В апреле 2018 года министр иностранных дел Яцек Чапутович провёл политические консультации с государственным министром Министерства иностранных дел Руанды Оливье Ндухунгирехе. Переговоры касались деятельности Польши на форуме Совета Безопасности ООН в контексте решения проблем в Африке. В ходе визита министр Чапутович посетил Мемориал геноцида в Кигали, где он почтил память жертв геноцида против тутси. Во время церемонии, на которой присутствовали представители международных судов и трибуналов, министр вручил Международную премию Рафаэля Лемкина организации Aegis Trust, которая чтит память жертв преступлений, совершённых в 1994 году в Руанде. Министр Чапутович также посетил Центр в Кибехо.
В сентябре 2019 года Руанду посетил заместитель министра иностранных дел Марчин Пшидач. В ходе визита он провел политические консультации с государственным министром Министерства иностранных дел Руанды Оливье Ндухунгирехе и посетил Центр в Кибехо.
11 мая 2021 года министры иностранных дел Збигнев Рау и Венсан Бирута подписали Меморандум о взаимопонимании между Министерством иностранных дел Польши и Министерством иностранных дел и международного сотрудничества Руанды о политических консультациях, а также Меморандум о взаимопонимании между канцелярией премьер-министра и Министерством иностранных дел и международного сотрудничества Руанды о сотрудничестве в области кибербезопасности.

### Культурное сотрудничество[1]
В Руанде в 2015 году был снят фильм о геноциде «Птицы поют в Кигали», реализованный в сотрудничестве с местными властями, режиссерами Джоанной Кос-Краузе и покойным Кшиштофом Краузе. Польша не поддерживает активного культурного сотрудничества с Руандой. Во время визита заместителя министра иностранных дел Марчина Пшидача в сентябре 2019 года были организованы «национальные чтения» с участием польской диаспоры и выпускников польских университетов.

### Академическое сотрудничество[1]
Двусторонние соглашения:
11 мая 2021 года министры иностранных дел Збигнев Рау и Венсан Бирута подписали Меморандум о взаимопонимании между Министерством образования и науки Польши и Министерством иностранных дел и международного сотрудничества Руанда о сотрудничестве в области высшего образования.